# جیکجی
جیکجی (تلفظ کره‌ای: [tɕiktɕ͈i]) عنوان کوتاه شده یک سند بودایی کره ای است که عنوان آن را می‌توان «گلچین تعالیم ذن راهبهای بزرگ بودایی» ترجمه کرد. این کتاب در زمان سلسله گوریو در سال ۱۳۷۷ چاپ شد و قدیمی‌ترین کتاب موجود در جهان است که با نوع فلز متحرک چاپ شده‌است. یونسکو در سپتامبر ۲۰۰۱ جیکجی را به عنوان قدیمی‌ترین چاپ سربی جهان تأیید کرد و آن را در برنامه حافظه جهان گنجاند.
جیکجی در معبد هونگدئوک در سال ۱۳۷۷ منتشر شد، ۷۸ سال قبل از «انجیل گوتنبرگ» از یوهانس گوتنبرگ که طی سالهای ۱۴۵۲–۱۴۵۵ چاپ شده‌است. قسمت اعظم جیکجی اکنون از دست رفته‌است و امروز فقط آخرین جلد آن باقی مانده‌است و در بخش نسخه‌های خطی مشرق زمین کتابخانه ملی فرانسه نگهداری می‌شود. BnF به‌صورت آنلاین میزبان یک نسخه دیجیتالی است.